# Heinz Hüglin
Heinz Hüglin (* 25. Dezember 1950) ist ein ehemaliger deutscher Langstreckenläufer.

## Werdegang
Hüglin wurde 1988, 1989 und 1991 deutscher Meister im 100-Kilometer-Straßenlauf. 1987 kam er bei der Erstaustragung der deutschen Meisterschaft über diese Strecke auf den zweiten Rang, 1993 wurde er Dritter. Seine Bestzeit über 100 Kilometer waren 6:37:52 Stunden, aufgestellt bei der DM 1989 in Unna. 1990 und 1992 wurde er Weltmeister im 100-Kilometer-Mannschaftswettbewerb sowie 1991 WM-Zweiter.
Der für den LV Ettenheim antretende Hüglin bestritt ebenfalls Einzelwettläufe über 10 000 Meter, im Halbmarathon, Marathon, 50 Kilometer, 58 Kilometer, 60 Kilometer, 80 Kilometer sowie im Stundenlauf. Im Mannschaftsverband trat er für den Verein auch in Staffeln (4 × 800 Meter, 3 × 1000 Meter, 4 × 1500 Meter, Marathon) an.
1982 rief Hüglin zusammen mit weiteren Personen den Ettenheimer Stadtlauf ins Leben. Beruflich wurde er im April 1993 beim Bauhof der Stadt Ettenheim tätig und erhielt das Amt des Marktmeisters, wurde damit für den Martinimarkt in Ettenheim zuständig.